# Haki
Haki, Hake o Hakon (V secolo – Golfo di Botnia, V secolo), fu un celebre re del mare di origine danese. Pirata e grande condottiero, riuscì a conquistare il trono di Uppsala, che però riuscì a mantenere solo per pochi anni.
Figlio di Hámundr e fratello di Hagbard, le sue gesta sono menzionate nell'Skáldskaparmál, nell'Ynglinga saga, nel Nafnaþulur, nella Völsunga saga e nel Gesta Danorum. Dalle vicende con gli altri protagonisti e dalle loro genealogie, si potrebbe collocarlo nella prima metà del V secolo.

## Ynglinga saga

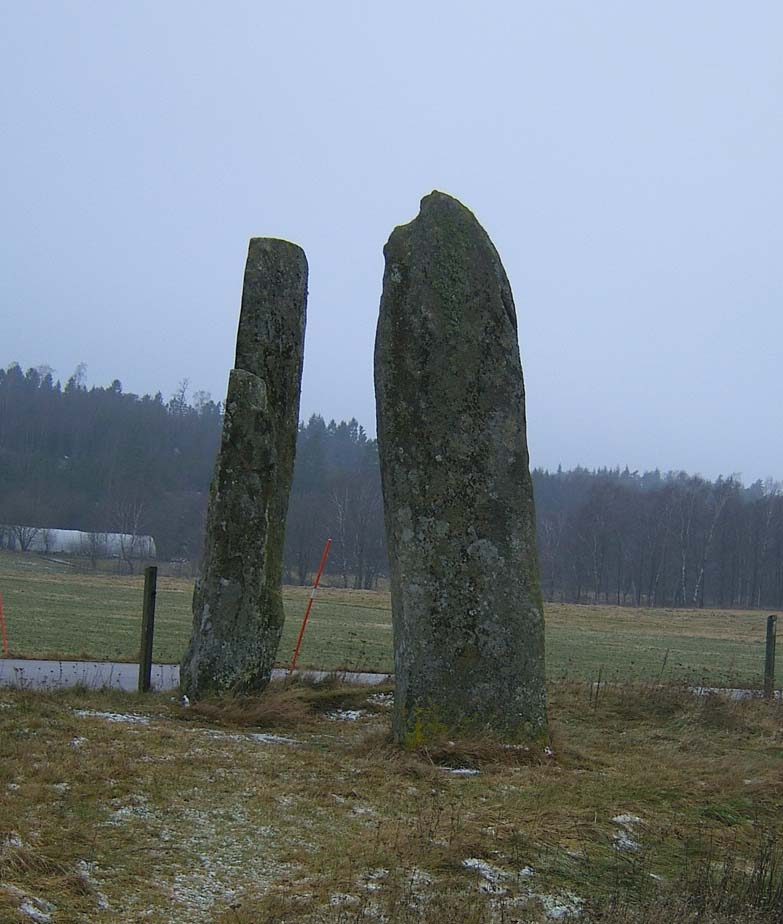
I patiboli di Hagbard, fratello di Haki. Halland, Svezia.

La Saga degli Ynglingar di Snorri Sturluson narra della sua conquista di Uppsala e della sua caduta.
Eftir það flýðu Svíar en Haki konungur lagði lönd undir sig og gerðist konungur yfir Svíum. Hann sat þá að löndum þrjá vetur en í því kyrrsæti fóru kappar hans frá honum og í víking og fengu sér svo fjár.»
(Snorri Sturluson - Saga degli Ynglingar -  22. Fall Hugleiks konungs)
Svipdagr è omonimo al protagonista dello Svipdagsmál. 

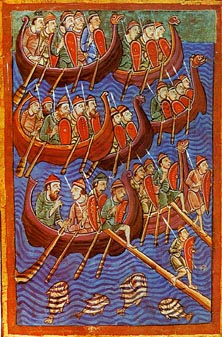
Sbarco dei vichinghi, in una rappresentazione di metà XII secolo.

Snorri prosegue con raccontare della sua caduta per mano dei cugini di re Hugleikr, Jörundr ed Eirikr, re del mare loro stessi.
Avvisato che gli eredi del precedente re stavano riunendo un'armata per affrontarlo, iniziò i preparativi ma insorsero i sostenitori della precedente dinastia tra il popolo, sicché alla battaglia poté presentarsi con un numero assai inferiore di uomini. Nonostante tutto riuscì a distinguersi valorosamente uccidendo il fratello Eirikr che reggeva lo stendardo di battaglia, al che gli avversari fuggirono verso le navi. 
Ferito mortalmente, chiese di essere posto su un drakkar funebre a cui fu dato fuoco e fatto salpare.

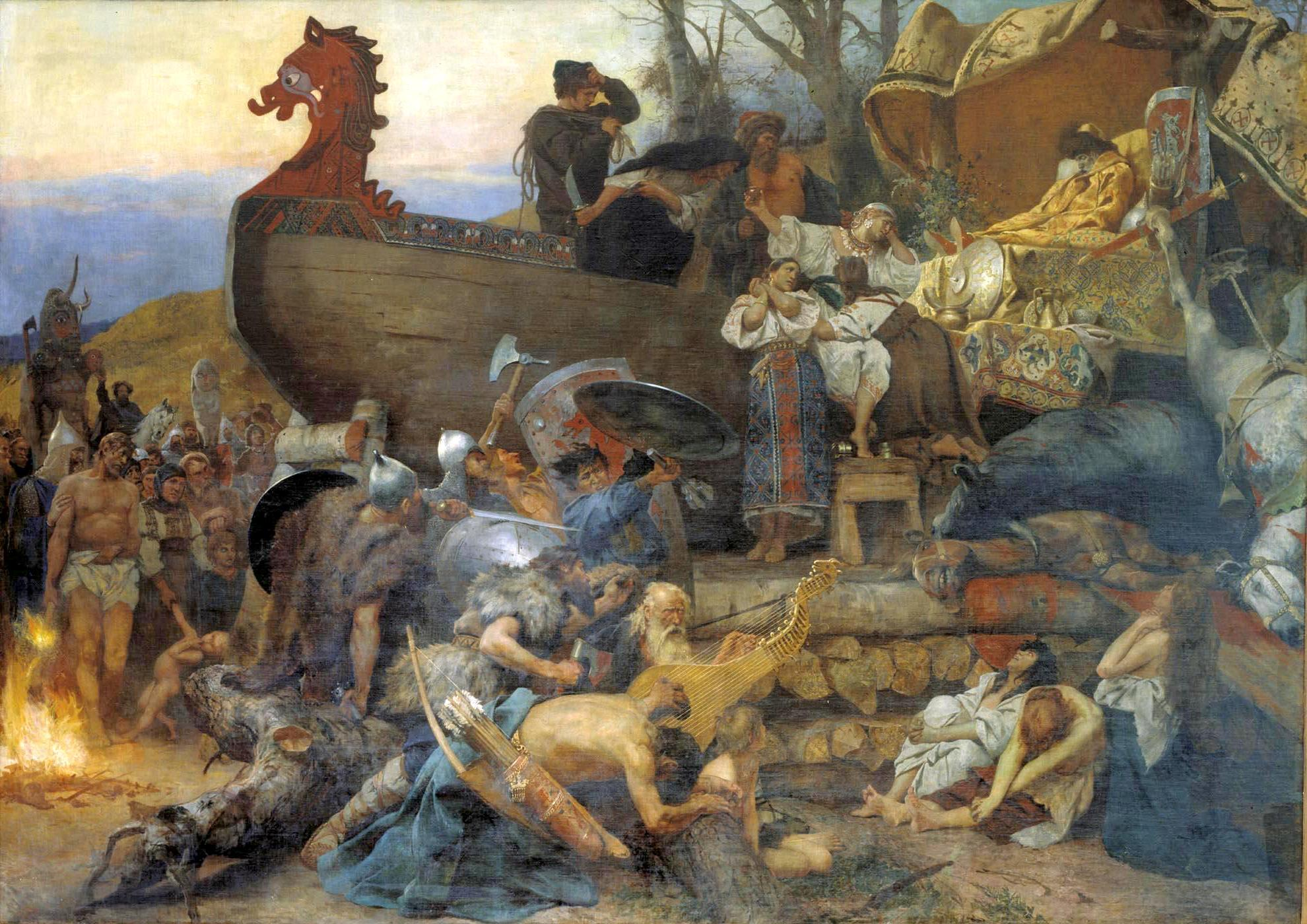
Nave funeraria
Illustrazione di Heinrich Semiradzki.

## Gesta Danorum
Saxo Grammaticus inserisce Haki in un contesto differente. Lo descrive come re di Danimarca e Hugleikr come re d'Irlanda, del quale rimarca la cupidigia più di Snorri, e che attacca con la motivazione che nemmeno il più lontano dei regni non sarebbe rimasto intoccato dalle armate danesi. Conquistato il potere regnò con ferocia. Vendicata la morte di suo fratello Hagbard, ucciso da Sigar, dopo molti anni fu ucciso dal figlio di quest'ultimo, Siwald.
Passando dalle saghe al contesto storico, ci sarebbe da osservare che le continue incursioni vichinghe in Irlanda iniziarono nel 795, quattro secoli prima Saxo Grammaticus ma tre secoli dopo la datazione di queste vicende nel Gesta Danorum, sicché la loro ambientazione in Irlanda risulta inverosimile.